# 高定子
高定子（1177年—1247年），字瞻叔，号著斋，邛州蒲江县（今四川省蒲江县）人。南宋大臣，宋理宗时参知政事。高稼之弟。

## 生平
高定子博通六经，宋宁宗嘉定二年（1202年）与兄高载同时中进士。担任郪县主簿，反对四川宣抚副使吴曦通金叛国，请求辞官，吴曦叛平，再任官职。调中江县丞，知丹稜县，改监资州酒务。为母丁忧，服除担任知夹江县，创同人书院，修长宁学校。转任知长宁军。当时官府所需都仰仗淯井盐利，制置司又征榷其中半数岁入，以致盐税沉重。高定子任内取消制置使所榷的税款，免除重征之赋。改知绵州，以保境安民、收捕、防遏溃兵之功，进直宝章阁。被宋理宗召对，极言时弊，表示政治上积极有为，强烈主张抗元。揭露宋朝的腐败，指出内治不修，外惧不谨。担任刑部郎中。出为江南东路转运判官。召为军器监，迁太府少卿，升计度转运副使。复召为司农卿兼枢密都承旨，转任太常少卿、参赞京湖、江西督视府事。擢升为翰林学士、知制诰兼吏部尚书，参与修撰孝宗、宁宗《日历》。淳祐二年（1242年）拜端明殿学士、签书枢密院事兼权参知政事，淳祐三年（1243年）兼参知政事。后以资政殿学士转一官致仕，退居吴中，每天著述自娱。淳祐七年（1247年）卒谥忠襄，赠少保，所著《存著斋文集》。

## 延伸阅读
[在维基数据编辑]
 《宋史·卷409》，出自脱脱《宋史》